# Lepidotrigla bentuviai
Lepidotrigla bentuviai är en fiskart som beskrevs av Richards och Saksena, 1977. Lepidotrigla bentuviai ingår i släktet Lepidotrigla och familjen knotfiskar. Inga underarter finns listade i Catalogue of Life.